# Golden State Warriors 2010-2011
La stagione 2010-11 dei Golden State Warriors fu la 62ª nella NBA per la franchigia.
I Golden State Warriors arrivarono terzi nella Pacific Division della Western Conference con un record di 36-46, non qualificandosi per i play-off.

## Roster
| N° | Naz.                   | Ruolo | Sportivo            | Anno | Alt. | Peso \|\| |
| -- | ---------------------- | ----- | ------------------- | ---- | ---- | --------- |
| 1  | Stati Uniti (bandiera) | GA    | Dorell Wright       | 1985 | 201  | 91        |
| 2  | Stati Uniti (bandiera) | A     | Acie Law            | 1985 | 191  | 88        |
| 4  | Stati Uniti (bandiera) | A     | Jeff Adrien         | 1986 | 201  | 110       |
| 7  | Stati Uniti (bandiera) | G     | Jeremy Lin          | 1988 | 191  | 91        |
| 8  | Stati Uniti (bandiera) | G     | Monta Ellis         | 1985 | 191  | 79        |
| 10 | Stati Uniti (bandiera) | G     | David Lee           | 1983 | 206  | 113       |
| 15 | Lettonia (bandiera)    | C     | Andris Biedriņš     | 1986 | 211  | 109       |
| 19 | Stati Uniti (bandiera) | A     | Lou Amundson        | 1982 | 206  | 102       |
| 20 | Nigeria (bandiera)     | A     | Ekpe Udoh           | 1987 | 208  | 109       |
| 23 | Stati Uniti (bandiera) | A     | Al Thornton         | 1983 | 203  | 100       |
| 25 | Stati Uniti (bandiera) | A     | Rodney Carney       | 1984 | 201  | 93        |
| 30 | Stati Uniti (bandiera) | G     | Stephen Curry       | 1988 | 191  | 84        |
| 32 | Stati Uniti (bandiera) | A     | Brandan Wright      | 1987 | 206  | 93        |
| 34 | Stati Uniti (bandiera) | G     | Charlie Bell        | 1979 | 191  | 91        |
| 50 | Paesi Bassi (bandiera) | C     | Dan Gadzuric        | 1978 | 211  | 109       |
| 55 | Stati Uniti (bandiera) | A     | Reggie Williams     | 1986 | 198  | 95        |
| 77 | Serbia (bandiera)      | A     | Vladimir Radmanović | 1980 | 208  | 103       |

## Staff tecnico
- Allenatore: Keith Smart
- Vice-allenatori: Jerry Sichting, Calbert Cheaney, Robert Werdann, Mark Price, Stephen Silas (fino al 24 dicembre), Lloyd Pierce (dal 24 dicembre)
- Direttore dello sviluppo atletico: Mark Grabow
- Preparatore fisico: John Murray
- Preparatore atletico: Troy Wenzel